# Besano
Besano är en liten bergsby och en kommun i provinsen Varese i regionen Lombardiet, Italien nära Luganosjön. Kommunen hade 2 566 invånare (2018) och gränsar till kommunerna Bellinzago Novarese, Caltignaga, Castano Primo, Galliate, Nosate, Novara och Turbigo.
Byn är känd för förekomst av fossila djurlämningar, varav en reptil är Italiens största funna fossil.